# Mohammad Rona
Mohammad Rona, né le 10 janvier 1985 à Kaboul (Afghanistan), est un homme politique danois, membre des Modérés et du Folketing depuis 2022.

## Biographie
Mohammad Rona obtient un diplôme d'économiste financier à l'école de commerce Niels Brock de Copenhague en 2009, puis un diplôme en organisation et gestion de l'université d'Aalborg en 2013. En 2017, il devient chef de département pour le Danemark et la Norvège pour l'institut de sondage Epinion. En 2020, il prend la direction du département du support technique de l'entreprise OnlinePOS.
Engagé au sein des Modérés, le nouveau parti créé en juin 2022 par l'ancien Premier ministre Lars Løkke Rasmussen, il est candidat aux élections législatives anticipées du 1er novembre 2022 dans la circonscription du Jutland du Nord mais ne parvient pas à remporter de siège, devenant seulement le premier suppléant de son parti. Toutefois, il devient député au Folketing dès le 24 novembre, après que Kristian Klarskov, tout juste élu député, ait décidé de démissionner après avoir été mis en cause par le Jyllands Posten pour avoir menti sur sa carrière d'entrepreneur.
Après son entrée au Folketing, il devient le vice-président du groupe parlementaire des Modérés, dont il est le porte-parole en matière d'immigration, d'intégration, de fiscalité et de citoyenneté.
En mars 2025, il annonce sa candidature aux élections municipales de novembre à Aalborg.
En avril 2025, quand sa collègue Monika Rubin part en congé maternité, il reprend ses rôles de porte-parole politique du groupe parlementaire des Modérés et de commissaire aux comptes, soit l'un des députés chargés du contrôle des dépenses publiques.